# Ms. Vampire who lives in my neighborhood
Tonari no Kyūketsuki-san (яп. となりの吸血鬼さん Тонари но Кю:кэцуки-сан, «Госпожа вампир, которая живёт в моем районе») — японская серия четырёхпанельной манги от автора Амато.

## Сюжет
Ученица старшей школы Акари влипла в неприятности и была неожиданно спасена девушкой по имени Софи. Софи оказывается современным вампиром, который любит конвенты отаку, но не терпит солнечного света и вынуждена большую часть времени оставаться в своей комнате. Акари начинает жить вместе с ней.

## Персонажи
София Твайлайт (яп. ソフィー・トワイライト Софи: Товайрайто) — 360-летняя девушка-вампир, которая не стареет. Как вампир, она невероятно слаба к солнечному свету, поэтому обычно не спит ночью и пьёт кровь, хотя и охлаждается, поскольку не может выпить её у людей. Хотя при этом она часто поддерживает свой изысканный внешний вид.
Сэйю: Мию Томита
Акари Амано (яп. 天野 灯 Амано Акари) — школьница, которая начинает жить с Софи при встрече с ней. Она особенно любит Софи из-за её кукольного вида.
Сэйю: Ю Сасахара
Хината Нацуки (яп. 夏木 ひなた Нацуки Хината) — лучшая подруга Акари, которая часто беспокоится о ней.
Сэйю: Линн
Эри (яп. エリー Эри:) — ещё одна девушка-вампир, давно знакомая с Софи.
Сэйю: Адзуми Ваки

## Медиа

### Манга
Автор Амато в основном рисует взрослые комиксы. Он начал издавать мангу в Comic Cune с выпуска, вышедшего 27 августа 2014 года. Сначала Comic Cune был «журналом в журнале», размещённым в Monthly Comic Alive, позже он стал независимым от Comic Alive и стал издаваться отдельно с 27 августа 2015 года. Четыре танкобона манги были выпущены между 26 сентября 2015 года и 26 марта 2018 года.

### Аниме
В октябре 2018 года состоялась трансляция аниме-сериала. В съёмочную группу входят режиссёр Нориаки Акитая, сценарист Тацуя Такахаси и художник по персонажам Такахиро Сакай, музыку к сериалу написал Ёсиаки Фудзисава. Производством сериала займутся Studio Gokumi и AXsiZ.

## Примечание
1. ↑  4コマ誌キューン創刊、なもりポスター付録＆「パンでPeace！」アニメ化 (яп.). Natalie.mu (27 августа 2015). Дата обращения: 17 сентября 2016. Архивировано 3 марта 2016 года.
2. ↑  となりの吸血鬼さん (1) (MFC キューンシリーズ) (яп.). Amazon.co.jp. Дата обращения: 26 июня 2018. Архивировано 8 июля 2021 года.
3. ↑  ja:となりの吸血鬼さん 4 (MFC キューンシリーズ) (яп.). Amazon.co.jp. Дата обращения: 26 июня 2018.
4. ↑  Ressler, Karen. Ms. vampire who lives in my neighborhood Anime Reveals Cast, Staff, Visual. Anime News Network (26 июня 2018). Дата обращения: 26 июня 2018. Архивировано 17 января 2021 года.